# Pseudotypocerus virescens
Pseudotypocerus virescens är en skalbaggsart som beskrevs av Chemsak och Linsley 1976. Pseudotypocerus virescens ingår i släktet Pseudotypocerus och familjen långhorningar.
Artens utbredningsområde är Panama. Inga underarter finns listade i Catalogue of Life.